# Nepálský kardamom

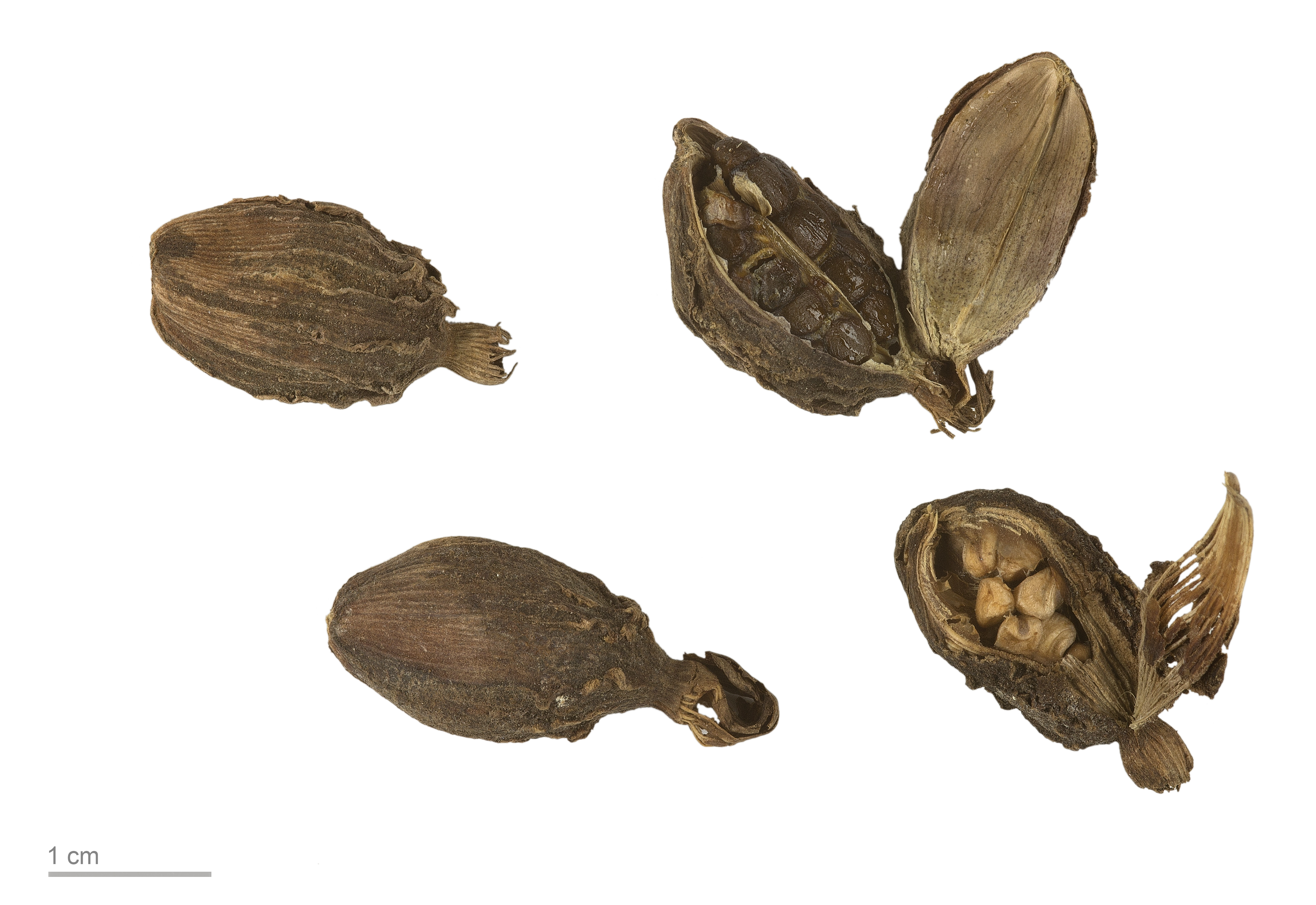
Amomum subulatum

Nepálský kardamom (též velký indický kardamom) je typ koření. Jedná se o semena druhu Amomum subulatum z čeledě zázvorovité (Zingiberaceae). Používá se jako náhražka pravého kardamomu, má ale ostřejší, až kafrovou vůni. Oblíben je zejména ve vietnamské kuchyni, kde je nazýván thảo quả, ochucuje se jím vývar k přípravě polévky pho.